# Aleksandra Izdebska

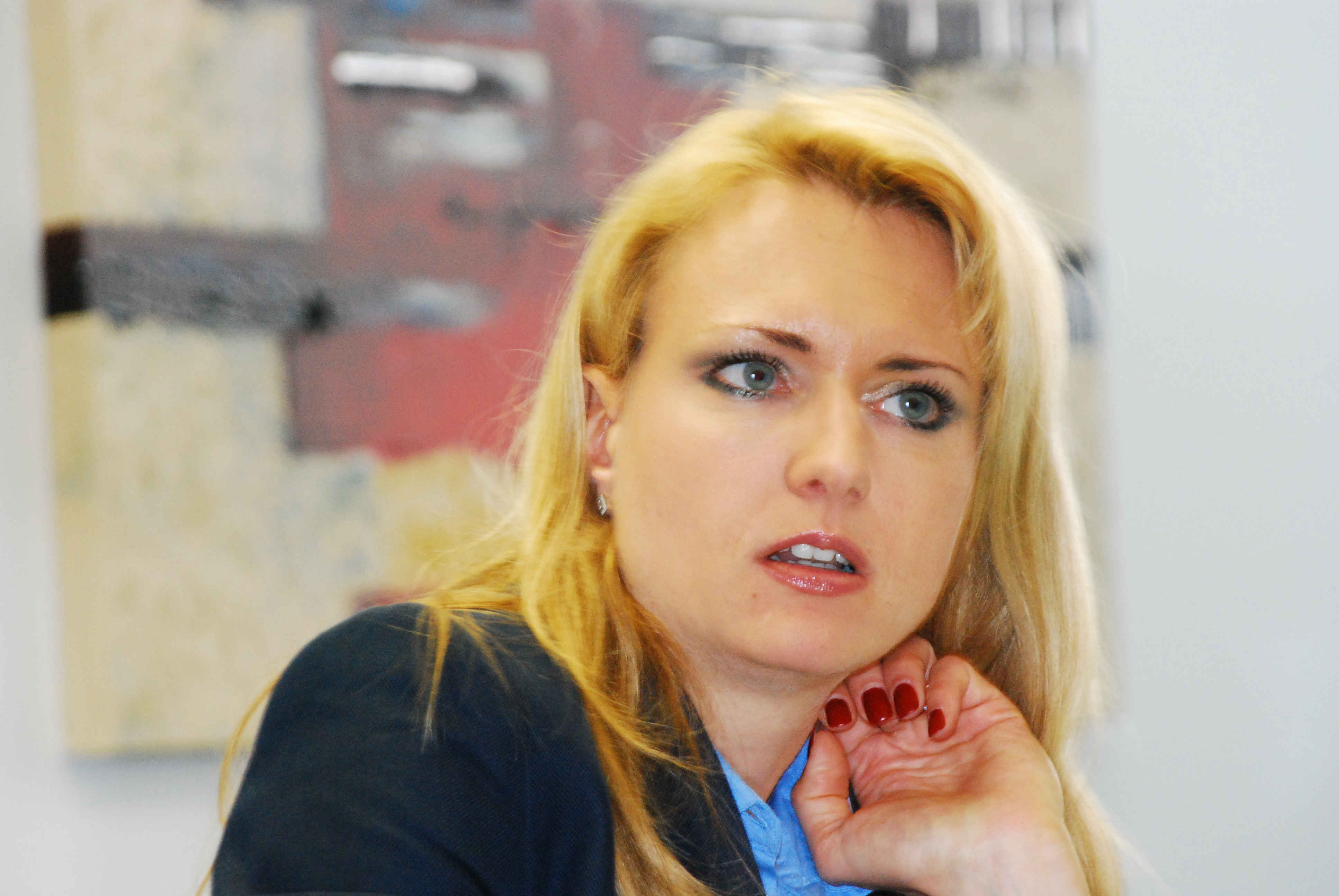
Aleksandra Izdebska (2012)

Aleksandra Izdebska (geboren am 9. Mai 1976 in Warschau) ist eine österreichische Unternehmerin und Managerin polnischer Herkunft. Sie wurde einer breiten Öffentlichkeit bekannt als erste Ehefrau des Unternehmers Damian Izdebski, Gründer des IT-Handelsunternehmens DiTech. Sie war Mitglied der Geschäftsleitung, hat zwischen 2000 und 2014 zuerst den Bereich Buchhaltung und später das Personal verantwortet.

## Leben
Izdebska kam im Jahr 1992 aus Polen nach Österreich. Ihre Matura absolvierte sie im Bundesrealgymnasium Wien 19. Anschließend studierte sie Handelswissenschaften an der Wirtschaftsuniversität Wien sowie Dolmetscher-/Übersetzerwissenschaften an der Universität Wien. Sie erreichte im Jahr 2002 ihren Universitätsabschluss als Mag. Phil.
Izdebska wurde öffentlich als „Vorzeige-Entrepreneurin mit Migrationshintergrund“ gehandelt und war in Talkshows sowie bei Veranstaltungen der Wirtschaftskammer präsent. Im Jahr 2010 stellte sie gemeinsam mit Ingrid Thurnher im Rahmen der ORF-Sommergespräche Fragen an Heinz-Christian Strache. Zeitweise bekleidete sie mehrere Aufsichtsratsmandate, unter anderem beim Bundesrechenzentrum (BRZ GmbH), neovoltaic und techbold.
In Folge von Insolvenz im Jahr 2014 verließ sie DiTech und trat eine Funktion im Marketing bei Novomatic an. Diese Tätigkeit beendet sie im September 2015, zuletzt als Leiterin des Konzernmarketing. Anschließend wechselte sie zum Gastronomieunternehmen TIAN und übernahm hier die Bereiche Kommunikation und Marketing.
Seit 2019 ist sie als Director ICT bei der Austrian Business Agency tätig, um IT-Fachpersonal für österreichische Unternehmen zu rekrutieren.

## Privates
Izdebska war zwischen 1998 und 2017 mit Damian Izdebski verheiratet, sie hat aus dieser Ehe zwei Kinder.

## Ehrungen und Auszeichnungen
- 2009 Finalistin bei Österreicher des Jahres (gemeinsam mit Damian Izdebski)
- Finalistin bei „Entrepreneur Of The Year Award“ von Ernst & Young (gemeinsam mit Damian Izdebski)
- Siegerin des Covermodel-Wettbewerbs der „Unternehmerin“ (Frau in der Wirtschaft)

## Veröffentlichungen
- Aleksandra Izdebska: Gesellschaft mit beschränkter Haftung in Polen und in Österreich: ein interkultureller Vergleich. Hochschulschrift. 2005